# Pauline Frederick
Pauline Frederick, all'anagrafe Beatrice Pauline Libby, (Boston, 12 agosto 1883 – Beverly Hills, 19 settembre 1938), è stata un'attrice statunitense che iniziò la sua carriera a teatro e poi divenne una popolare stella del cinema muto.
Girò il suo primo film, The Eternal City, nel 1915. Fu interprete di una settantina di pellicole in gran parte perdute.

## Vita privata
Pauline Frederick si sposò cinque volte. Il primo marito, nel 1909, fu il noto architetto Frank Mills Andrews. Divorziò da lui nel 1913. Il secondo - dal 1917 al 1919 -, fu l'attore Willard Mack; il terzo, il dottor C.A. Rutherford e il quarto Hugh C. Leighton.
L'attrice si sposò per la quinta e ultima volta con Joseph A. Marmon (1875 - 1934), un militare di carriera che aveva partecipato alla guerra ispano-americana, all'insurrezione nelle Filippine e alla prima guerra mondiale. Nonostante il colonnello Moran fosse seriamente ammalato (morì dopo nemmeno un anno di matrimonio), Pauline Frederick volle comunque sposarlo.
Negli anni venti, l'attrice ebbe una relazione che durò due anni con Clark Gable, all'epoca giovane attore emergente.

### Morte
Pauline Frederick morì a 55 anni il 19 settembre 1938 e venne sepolta al Grand View Memorial Park di Glendale (Los Angeles).

## Galleria d'immagini

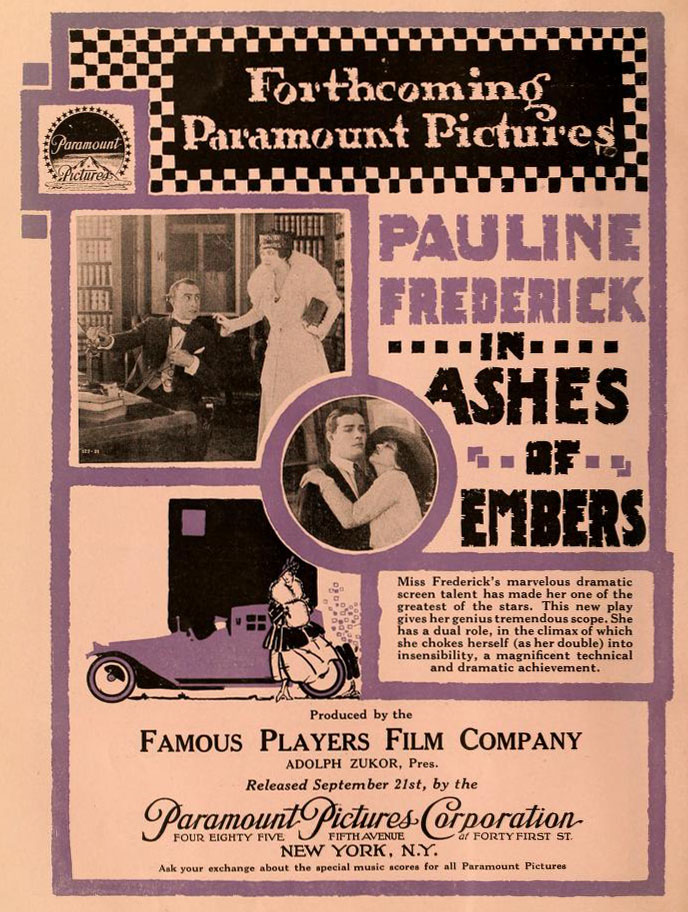
Ashes of Embers (1916)
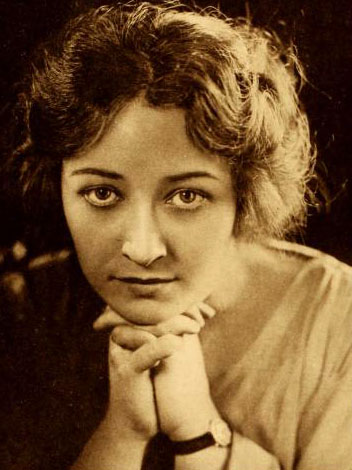
Pauline Frederick (1918)
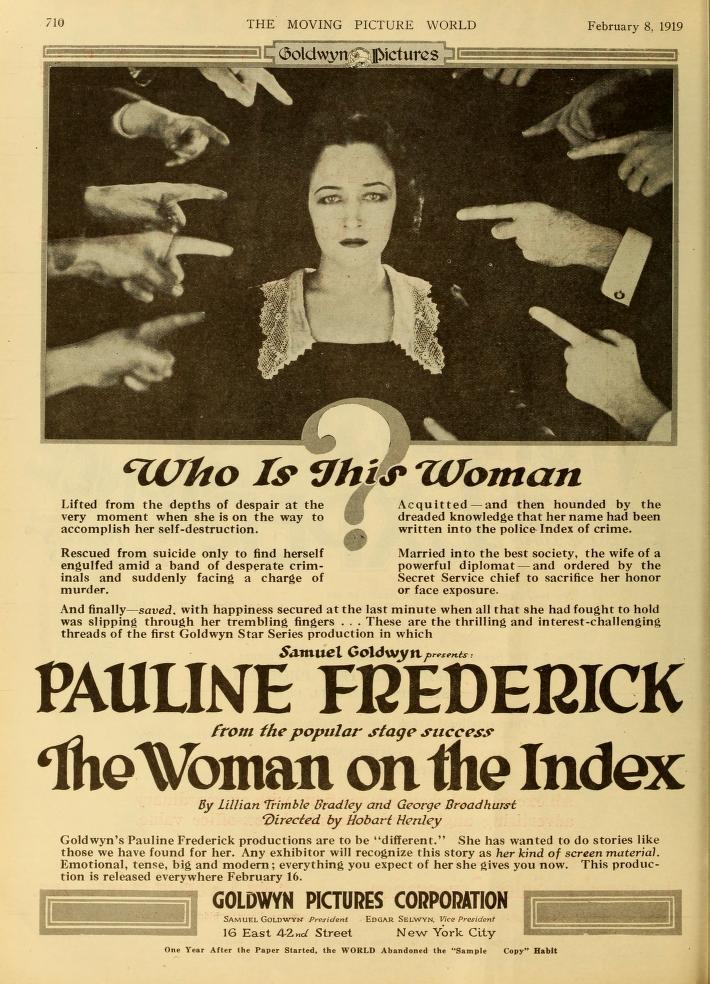
The Woman on the Index (1919)
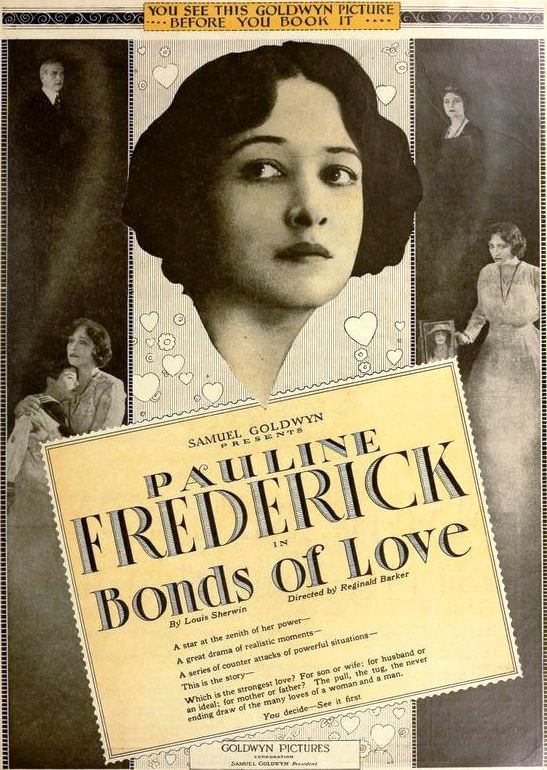
Bonds of Love (1919)

## Riconoscimenti
Per il suo contributo all'industria cinematografica, l'attrice viene ricordata con una stella sulla Hollywood Walk of Fame al 7000 di Hollywood Blvd.

## Filmografia
La filmografia è completa. Quando manca il nome del regista, questo non viene riportato nei titoli

### Attrice
- The Eternal City, regia di Hugh Ford e Edwin S. Porter (1915)
- Sold, regia di Hugh Ford e Edwin S. Porter (1915)
- Zaza, regia di Hugh Ford e Edwin S. Porter (1915)
- Bella Donna, regia di Hugh Ford e Edwin S. Porter (1915)
- Lydia Gilmore, regia di Hugh Ford e Edwin S. Porter (1915)
- The Spider, regia di Robert G. Vignola (1916)
- Audrey, regia di Robert G. Vignola (1916)
- The Moment Before, regia di Robert G. Vignola (1916)
- The World's Great Snare, regia di Joseph Kaufman (1916)
- The Woman in the Case, regia di Hugh Ford (1916)
- Ashes of Embers, regia di Edward José e Joseph Kaufman (1916)
- Nanette of the Wilds, regia di Joseph Kaufman (1916)
- The Slave Island (1916)
- The Slave Market, regia di Hugh Ford (1917)
- Sapho, regia di Hugh Ford (1917)
- Povero cuore (Sleeping Fires), regia di Hugh Ford (1917)
- Her Better Self, regia di Robert G. Vignola (1917)
- The Love That Lives, regia di Robert G. Vignola (1917)
- Double Crossed, regia di Robert G. Vignola (1917)
- The Hungry Heart, regia di Robert G. Vignola (1917)
- Mrs. Dane's Defense, regia di Hugh Ford (1918)
- Madame Jealousy, regia di Robert G. Vignola (1918)
- La Tosca, regia di Edward José (1918)
- Resurrection, regia di Edward José (1918)
- Her Final Reckoning, regia di Émile Chautard (1918)
- Fedora, regia di Edward José (1918)
- Stake Uncle Sam to Play Your Hand (1918)
- A Daughter of the Old South, regia di Émile Chautard (1918)
- Out of the Shadow, regia di Emile Chautard (1919)
- The Woman on the Index, regia di Hobart Henley (1919)
- Paid in Full, regia di Emile Chautard (1919)
- One Week of Life, regia di Hobart Henley (1919)
- The Fear Woman, regia di J.A. Barry (1919)
- The Peace of Roaring River, regia di Hobart Henley e Victor Schertzinger (1919)
- Bonds of Love, regia di Reginald Barker (1919)
- The Loves of Letty, regia di Frank Lloyd (1919)
- The Paliser Case, regia di William Parke (1920)
- The Woman in Room 13, regia di Frank Lloyd (1920)
- Madame X, regia di Frank Lloyd (1920)
- A Slave of Vanity, regia di Henry Otto (1920)
- The Mistress of Shenstone, regia di Henry King (1921)
- Vie del destino (Roads of Destiny), regia di Frank Lloyd (1921)
- Salvage, regia di Henry King (1921)
- The Sting of the Lash, regia di Henry King (1921)
- The Lure of Jade, regia di Colin Campbell (1921)
- The Woman Breed (1922)
- Two Kinds of Women, regia di Colin Campbell (1922)
- The Glory of Clementina, regia di Émile Chautard (1922)
- Let Not Man Put Asunder, regia di J. Stuart Blackton (1924)
- Married Flirts, regia di Robert G. Vignola (1924)
- Tre donne (Three Women), regia di Ernst Lubitsch (1924)
- Smouldering Fires, regia di Clarence Brown (1925)
- Her Honor, the Governor, regia di Chester Withey (1926)
- Devil's Island, regia di Frank O'Connor (1926)
- Josselyn's Wife, regia di Richard Thorpe (1926)
- Mumsie, regia di Herbert Wilcox (1927)
- The Nest, regia di William Nigh (1927)
- Sotto processo (On Trial), regia di Archie Mayo (1928)
- Evidence, regia di John G. Adolfi (1929)
- The Sacred Flame, regia di Archie Mayo (1929)
- Terra Melophon Magazin Nr. 1, regia di Rudolf Biebrach (1930)
- This Modern Age, regia di Nick Grinde (1931)
- Wayward, regia di Edward Sloman (1932)
- The Phantom of Crestwood, regia di J. Walter Ruben (1932)
- Self Defense, regia di Phil Rosen (1932)
- Social Register, regia di Marshall Neilan (1934)
- My Marriage, regia di George Archainbaud (1936)
- Ramona, regia di Henry King (1936)
- Thank You, Mr. Moto, regia di Norman Foster (1937)

### Filmati dove appare Pauline Frederick
- United States Fourth Liberty Loan Drive, regia di Frank Lloyd (1918)
- Screen Snapshots Series 21, No. 2, regia di Ralph Staub (1941)

## Spettacoli teatrali
- The Rogers Brothers in Harvard (1902)
- A Princess of Kensington (1903)
- It Happened in Nordland (1904)
- When Knights Were Bold (1907)
- Twenty Days in the Shade (1908)
- Toddles (1908)
- Samson (1908)
- The Dollar Mark (1909)
- The Fourth Estate (1909)
- The Paper Chase (1912)
- Joseph and His Brethren (1913)
- Innocent (1914)
- The Guilty One (1923)
- When the Bough Breaks (1932)
- Housewarming (1932)
- Her Majesty the Widow (1934)
- The Masque of Kings (1936)